# Шуазёль-Франсьер, Луи де
Луи де Шуазёль (фр. Louis de Choiseul; 1610, Лангр — февраль 1663, Ируэр), маркиз де Франсьер — французский генерал.

## Биография
Сын Жана де Шуазёля, барона де Франсьера, губернатора Лангра, и Анн де Сотур, дамы д'Ируэр, Монтиньи и Вильнёв-сюр-Вижен.
Барон де Мёви и де Вонкур, сеньор д'Ируэр, Фонтенбетон, Жюванде и Сент-Вертю.
Капитан роты шеволежеров кавалерийского полка Энгиена (позднее Конде) (24.01.1638). Участвовал в осаде Фонтарабии (1638), бою при Ла-Руте (1639), осаде Турина и бою перед этим городом (1640), осаде Ивреи, помощи Кивассо, взятии Чевы, Пьянецце, Мондови, осаде и взятии Кунео (1641), осадах Кольюра и Перпиньяна (1642), боях при Вильялонге и Мартореле, осаде Тамарита и деблокировании Лериды (1643), Фрайбургском сражении и осадах Филиппсбурга, Майнца и Ландау (1644).
Кампмейстер пехотного полка десятиротного состава, набранного им по патенту от 21 ноября 1644; 31 декабря получил приказ увеличить его численность до двадцати рот; командовал этим подразделением при осаде Ла-Мота в 1645 году.
Батальный сержант (sergent de bataille) в 1646 году; участвовал в осаде Дюнкерка. Кампмаршал (16.07.1647), распустил свой полк 16 августа. В 1651 году передал свою роту в полку Конде сыну. Генерал-лейтенант (1658).

## Семья
Жена (контракт 27.01.1632): Катрин де Нисе, дочь Этьена де Нисе, сеньора де Ромийи-сюр-Сен, Фонтенбетон, Вожоньер, дворянина Палаты короля, и Клод де Бражелон
Дети:
- Клод (8.10.1633—15.03.1711), маркиз де Франсьер. Жена (1658): Катрин-Альфонсин де Ранти (ок. 1636—1710)
- Франсуа, приор Рандонвилье
- Луи (ум. ребенком)
- Габриель. Муж: Антуан де Пра-Балессо, сеньор де Презо, губернатор Лангра
- Мари, коадъютриса аббатства Сен-Пьер в Пуланжи, с 1678 года аббатиса
- Мари (ум. 14.09.1707), аббатиса цистерцианского монастыря Бельмон (1667)